# Camillina mona
Camillina mona är en spindelart som beskrevs av Norman I. Platnick och Mohammad U. Shadab 1982. Camillina mona ingår i släktet Camillina och familjen plattbuksspindlar.
Artens utbredningsområde är Jamaica. Inga underarter finns listade.